# Frontul Rhodesian
Frontul Rhodesian (FR) a fost un partid politic conservator din Rhodesia (sau Rhodesia de Sud) activ în perioada domniei minorității albe⁠(d). Aflat la început sub conducerea lui Winston Field și din 1964 sub conducerea lui Ian Smith, Frontul Rhodesian a fost succesorul Partidului Dominion, principalul partid de opoziție de pe scena politică rhodesiană din perioada Federației. Acesta a fost înființat în martie 1962 de către populația minoritară albă care refuza transferul puterii⁠(d) în mâinile populației de culoare. În luna decembrie a aceluiași an a câștigat alegerile generale. Frontul Rhodesian a revenit la putere cu Ian Smith în calitate de prim-ministru ca urmare a rezultatelor obținute în alegerile organizate între 1964 și 1979.

## Istoric
Frontul Rhodesian era înființat pe 15 principii printre care regăsim susținerea dreptului fiecărui grup rasial de a-și conserva identitatea, aplicarea unei politici meritocratice în baza cărora cetățenii pot avansa în societate, susținerea legii privind repartizarea terenurilor⁠(d), respingerea planurilor de desegregare⁠(d), mediu sigur la locul de muncă pentru muncitorii albi, dreptul guvernului de a asigura servicii pe criterii rasiale etc.
După câștigarea independenței și schimbarea denumirii în Republica Zimbabwe în 1980, Frontul Rhodesian a ocupat 20 de locuri rezervate albilor în noul parlament în baza acordului încheiat. Pe 6 iunie 1981, partidul și-a schimbat denumirea în Partidul Republican⁠(d), iar pe 21 iulie 1984 a devenit Alianța Conservatoare din Zimbabwe⁠(d). Deși 11 din cei 20 de parlamentari au părăsit partidul pe parcursul următorilor patru ani, partidul a câștigat din nou 15 locuri în parlament din cele 20 în alegerile din 1985⁠(d). În 1986, ACZ a permis tuturor cetățenilor indiferent de rasă să devină membri de partid. În 1987, guvernul zimbabwian a abolit toate locurile rezervate minoritarilor albi. Odată cu abolirea, numeroși membri ai parlamentului au devenit independenți sau s-au alăturat partidului ZANU⁠(d).